# A-Darter
A-Darter – pocisk rakietowy powietrze-powietrze opracowany przez koncern Denel Dynamics z RPA wspólnie z przedsiębiorstwem Mectron z Brazylii. Pocisk posiada głowicę samonaprowadzającą się na podczerwień.
W RPA pocisk będzie używany na samolotach JAS 39 Gripen, zaś w Brazylii na samolotach A-1, F-5 oraz przyszłych brazylijskich myśliwcach FX-2.

## Użytkownicy
- Brazylia
- Południowa Afryka